# شبه موصل عضوي
أشباه الموصلات العضوية (بالإنجليزية: Organic semiconductor)‏، هي عبارة عن مواد صلبة تتكون كتل بنائها من جزيئات أو بوليمرات مترابطة بي، تتكون من ذرات الكربون والهيدروجين - وفي بعض الأحيان - ذرات غير متجانسة مثل النيتروجين والكبريت والأكسجين.
توجد في شكل بلورات جزيئية أو أغشية رقيقة غير متبلورة. بشكل عام، تعتبر عوازل كهربائية، ولكنها تصبح شبه موصلة عندما يتم حقن الشحنات إما من أقطاب كهربائية مناسبة أو عند تعاطي المنشطات أو عن طريق الاستثارة الضوئية.

## الخصائص العامة
في البلورات الجزيئية، يكون الفصل النشط بين أعلى نطاق التكافؤ ونطاق التوصيل السفلي، أي فجوة النطاق، عادةً 2.5-4 eV، بينما في أشباه الموصلات غير العضوية، تكون فجوات النطاق عادةً 1-2 فولت. هذا يعني أنهم، في الواقع، عوازل وليس أشباه موصلات بالمعنى التقليدي. تصبح شبه موصلة فقط عندما يتم حقن ناقلات الشحنة من الأقطاب الكهربائية أو تتولد عن طريق المنشطات المتعمدة أو غير المتعمدة. يمكن أيضًا إنشاء ناقلات الشحن في سياق الإثارة البصرية. ومن المهم أن ندرك، مع ذلك، أن الإثارات البصرية الأولية محايدة الإكسيتونات مع كولوم -ربط الطاقة من عادة 0.5-1.0 فولت. والسبب هو أن ثوابت العزل الكهربائي في أشباه الموصلات العضوية تكون منخفضة مثل 3-4. هذا يعيق التوليد الضوئي الفعال لناقلات الشحنة في أنظمة مرتبة في الحجم. يمكن أن يحدث التوليد الضوئي الفعال فقط في الأنظمة الثنائية بسبب نقل الشحنة بين شقوق المتبرع والمستقبل. بخلاف ذلك، تتحلل الإكسيتونات المحايدة إشعاعياً إلى الحالة الأرضية - وبالتالي تنبعث منها تلألؤ ضوئي - أو غير إشعاعي. عادةً ما تكون حافة الامتصاص البصري لأشباه الموصلات العضوية 1.7–3 eV، أي ما يعادل نطاقًا طيفيًا من 700 إلى 400 نانومتر (الذي يتوافق مع الطيف المرئي).

## تاريخ

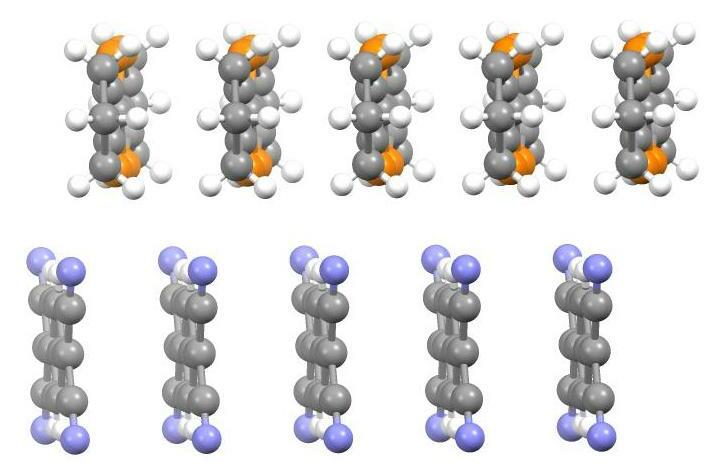
منظر جانبي لجزء من التركيب البلوري لملح نقل الشحنة سداسي ميثيلين TTF / TCNQ، مع إبراز التكديس المنفصل

في عام 1862، حصل هنري ليثيبي على مادة موصلة جزئيًا عن طريق أكسدة الأنيلين في حمض الكبريتيك. ربما كانت المادة بوليانيلين. في الخمسينيات من القرن الماضي، اكتشف الباحثون أن المركبات العطرية متعددة الحلقات تشكل أملاحًا معقدة لنقل الشحنة شبه موصلة مع الهالوجينات. على وجه الخصوص، الموصلية العالية 0.12 S / سم ورد في بيريلين - اليود مجمع في عام 1954. أشارت هذه النتيجة إلى أن المركبات العضوية يمكن أن تحمل التيار.
تم اكتشاف حقيقة أن أشباه الموصلات العضوية، من حيث المبدأ، عوازل ولكنها تصبح شبه موصلة عندما يتم حقن ناقلات الشحنة من القطب (الأقطاب) بواسطة كالمان وبوب.  وجدوا أن تيار الثقب يمكن أن يتدفق عبر بلورة أنثراسين ملامسة لإلكتروليت متحيز إيجابيًا يحتوي على اليود الذي يمكن أن يكون بمثابة حاقن ثقب. تم تحفيز هذا العمل من خلال الاكتشاف السابق بواسطة أكاماتو وآخرون. أن الهيدروكربونات العطرية تصبح موصلة للكهرباء عند مزجها مع اليود الجزيئي لأن مركب نقل الشحنة يتكون. نظرًا لأنه تم إدراك أن المعلمة الحاسمة التي تتحكم في الحقن هي وظيفة عمل القطب، فقد كان من السهل استبدال الإلكتروليت بملامسة معدنية صلبة أو شبه موصلة بوظيفة عمل مناسبة. عندما يتم حقن كل من الإلكترونات والثقوب من جهات اتصال معاكسة، يمكن أن تتحد بشكل إشعاعي وتنبعث منها الضوء (التلألؤ الكهربائي). لوحظ في البلورات العضوية في عام 1965 بواسطة سانو وآخرون.
في عام 1972، وجد الباحثون الموصلية المعدنية في مركب نقل الشحنة (TTF-TCNQ). تم الإبلاغ عن الموصلية الفائقة في مجمعات نقل الشحنة لأول مرة في ملح بشغارد (TMTSF) 2 PF 6 في عام 1980.
في عام 1973، أنتج الدكتور جون ماكجينيس أول جهاز يشتمل على أشباه موصلات عضوية. حدث هذا قبل ثماني سنوات تقريبًا من إنشاء الجهاز التالي. يعد «مفتاح الميلانين (بولي أسيتيلين) ثنائي الاستقرار» حاليًا جزءًا من مجموعة الرقائق التابعة لمؤسسة سميثسونيان.

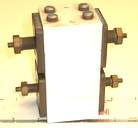
مفتاح التحكم بجهد البوليمر العضوي من عام 1974. الآن في مجموعة رقاقة سميثسونيان.

في عام 1977، شيراكاوا وآخرون. أبلغ عن الموصلية العالية في البولي أسيتيلين المؤكسد والمخدر باليود. حصلوا على جائزة نوبل في الكيمياء لعام 2000 عن «اكتشاف وتطوير البوليمرات الموصلة». وبالمثل، تم اكتشاف البولي بيرول عالي التوصيل في عام 1979.
تُستخدم الآن أشباه الموصلات العضوية الصلبة ذات العمود الفقري كعناصر نشطة في الأجهزة الإلكترونية الضوئية مثل الثنائيات العضوية الباعثة للضوء (OLED)، والخلايا الشمسية العضوية، والترانزستورات ذات التأثير الميداني العضوي (OFET)، والترانزستورات الكهروكيميائية ومؤخراً في تطبيقات الاستشعار الحيوي. تتمتع أشباه الموصلات العضوية بالعديد من المزايا، مثل التصنيع السهل والمرونة الميكانيكية والتكلفة المنخفضة.
مهد اكتشاف كالمان وبوب الطريق لتطبيق المواد الصلبة العضوية كعناصر نشطة في الأجهزة الإلكترونية شبه الموصلة، مثل الثنائيات العضوية الباعثة للضوء (OLEDs) التي تعتمد على إعادة تركيب الإلكترونات والثقوب المحقونة من أقطاب «أومية»، أي أقطاب كهربائية بها إمدادات غير محدودة من ناقلات الشحن. كانت الخطوة الرئيسية التالية نحو الاستغلال التكنولوجي لظاهرة الإلكترون وحقن الثقب في أشباه الموصلات العضوية غير البلورية هي عمل تانغ وفان سليك. لقد أظهروا أنه يمكن توليد التلألؤ الكهربائي الفعال في طبقة ثنائية رقيقة غير متبلورة مترسبة بالبخار من ثنائي أمين عطري (TAPC) و (Alq3) محصور بين أنود أكسيد القصدير الإنديوم (ITO) وكاثود Mg: Ag. معلم آخر نحو تطوير الثنائيات العضوية الباعثة للضوء (OLEDs) هو الاعتراف بإمكانية استخدام البوليمرات المترافقة أيضًا كمواد فعالة. تم تحسين كفاءة (OLEDs) بشكل كبير عند إدراك أن حالات الفسفور (الإكسيتونات الثلاثية) يمكن استخدامها للانبعاثات عند تعاطي المنشطات مصفوفة أشباه الموصلات العضوية بصبغة فسفورية، مثل مجمعات الإيريديوم مع اقتران قوي تدور حول مدار.
أظهر العمل على موصلية بلورات الأنثراسين الملامسة للإلكتروليت أن جزيئات الصبغة المثارة بصريًا ممتصة على سطح حاملات شحنة الحقن البلورية. تسمى الظاهرة الأساسية الموصلية الضوئية الحساسة. يحدث عندما يتم امتصاص جزيء الصبغة مع إمكانية الأكسدة / الاختزال المناسبة عند التقاط الصور عند السطح أو دمجها في الكتلة. أحدث هذا التأثير ثورة في التصوير الكهربائي، وهو الأساس التكنولوجي لآلات النسخ المكتبية اليوم. وهو أيضًا أساس الخلايا الشمسية العضوية (OSCs)، حيث يكون العنصر النشط متبرعًا بالإلكترون، ويتم دمج مادة متقبل للإلكترون في طبقة ثنائية أو رابطة غير متجانسة.
يمكن أن يؤدي تعاطي المنشطات مع مانح قوي للإلكترون أو متقبلاته إلى جعل المواد الصلبة العضوية موصلة حتى في حالة عدم وجود ضوء. ومن الأمثلة على ذلك البولي أسيتيلين  والصمامات الثنائية المشبعة بالضوء.
تُستخدم أشباه الموصلات العضوية اليوم كعناصر نشطة في الثنائيات العضوية الباعثة للضوء (OLEDs) والخلايا الشمسية العضوية (OSCs) والترانزستورات العضوية ذات التأثير الميداني (OFETs).

## المواد

### أفلام جزيئية غير متبلورة
يتم إنتاج الأغشية الجزيئية غير المتبلورة عن طريق التبخر أو الطلاء بالدوران. لقد تم فحصها لتطبيقات الأجهزة مثل (OLEDs) و (OFETs) و (OSCs). المواد التوضيحية هي ثلاثي(8-هيدروكسي كينوليناتو) الألومنيوم C 60، فينيل- C61- حمض ميثيل إستر حمض الزبد (PCBM)، بنتاسين، كارازولول، وفثالوسيانين.

### البوليمرات المخدرة جزيئيًا
يتم تحضير البوليمرات المخدرة جزيئيًا عن طريق نشر فيلم من بوليمر خامل كهربائيًا، على سبيل المثال بولي كربونات، مخدر نموذجيًا بنسبة 30٪ من جزيئات نقل الشحنة، على قطب كهربائي أساسي. المواد النموذجية هي ثلاثي فينيل. تم فحصها لاستخدامها كمستقبلات ضوئية في التصوير الكهربائي.  يتطلب هذا سماكة أفلام عدة ميكرومتر يمكن تحضيرها باستخدام تقنية شفرة الطبيب.

### بلورات جزيئية
في الأيام الأولى من البحث الأساسي في أشباه الموصلات العضوية، كانت المواد النموذجية عبارة عن بلورات مفردة قائمة بذاتها من عائلة الأسين، مثل الأنثراسين والتتراسين. تتمثل ميزة استخدام البلورات الجزيئية بدلاً من الفيلم غير المتبلور في أن حركتها الحاملة للشحن أكبر بكثير. هذه ميزة خاصة لتطبيقات OFET. ومن الأمثلة على ذلك أغشية رقيقة من روبرين بلوري محضرة بواسطة تكتل جدار ساخن. 

### بوليمرات منظمة
يتم معالجتها عادةً من محلول يستخدم تقنيات الترسيب المتغيرة بما في ذلك الطلاء بالدوران البسيط أو ترسيب نفث الحبر أو الطلاء الصناعي من بكرة إلى بكرة والذي يسمح بإعداد أغشية رقيقة على ركيزة مرنة. هي المواد المفضلة مترافق البوليمرات مثل البولي ثيوفين، بولي فينيلين فينيلين، وبوليمرات وحدات المانحة ومتقبل بالتناوب مثل أعضاء أسرة بولي (كاربازول - ديثيوفين - بنزوثياديازول (PCDTBT). بالنسبة لتطبيقات الخلايا الشمسية، يمكن مزجها مع سي 60 أو بي سي بي إم كمستقبلات إلكترونية.

### التجميعات الذاتية للببتيدات القصيرة العطرية
تعد التجميعات الذاتية للببتيدات القصيرة العطرية نوعًا من المرشح الواعد لأشباه الموصلات النانوية المستوحاة بيولوجيًا والمتينة. تسمح تفاعلات π-عالية الترتيب والاتجاهية بين الجزيئات وشبكة الروابط الهيدروجينية بتكوين هياكل محصورة الكم داخل التجمعات الذاتية للببتيد، وبالتالي تقليل فجوات النطاق للبنى الفوقية في مناطق أشباه الموصلات. نتيجة للهياكل المتنوعة وسهولة تعديل التجميعات الذاتية الببتيدية، يمكن ضبط أشباه الموصلية الخاصة بها بسهولة وتثبيتها وتشغيلها. لذلك، قد تسد هذه العائلة من المواد فوق الجزيئية النشطة كهربيًا الفجوة بين عالم أشباه الموصلات غير العضوية والأنظمة البيولوجية.

## التوصيف
لتصميم وتمييز أشباه الموصلات العضوية المستخدمة في التطبيقات الإلكترونية الضوئية، ينبغي أولاً قياس أطياف الامتصاص والتألق الضوئي باستخدام الأجهزة التجارية. ومع ذلك، من أجل معرفة ما إذا كانت المادة تعمل كمانح أو متقبل للإلكترون، يتعين على المرء تحديد مستويات الطاقة لنقل الإلكترون والثقوب. أسهل طريقة للقيام بذلك هي استخدام قياس الفولتميتر الدوري. ومع ذلك، يجب على المرء أن يأخذ في الاعتبار أنه باستخدام هذه التقنية، فإن الأكسدة المحددة تجريبياً وإمكانية الاختزال هي حدود منخفضة لأنه في قياس الفولتية تكون الكاتيونات والأنيونات الجذرية في محلول سائل قطبي وبالتالي يتم حلها. تأثير الذوبان هذا غائب في عينة صلبة. التقنية ذات الصلة لتحديد موقع حالات نقل الثقب بقوة في عينة صلبة هي التحليل الطيفي للانبعاث الضوئي للأشعة فوق البنفسجية. التقنية المكافئة لحالات الإلكترون هي الانبعاث الضوئي العكسي.
هناك عدة تقنيات لقياس تنقل حاملات الشحنة. الأسلوب التقليدي هو ما يسمى بطريقة زمن الرحلة (TOF). نظرًا لأن هذه التقنية تتطلب عينات سميكة نسبيًا، فهي لا تنطبق على الأغشية الرقيقة. بدلاً من ذلك، يمكن للمرء استخراج تنقل حامل الشحنة من التيار المتدفق في ترانزستور تأثير المجال كدالة لكل من استنزاف المصدر وبوابة الجهد. يجب على المرء أن يدرك، مع ذلك، أن تنقل FET أكبر بكثير من تنقل TOF بسبب تركيز حامل الشحنة في قناة النقل في FET (انظر أدناه). تتضمن الطرق الأخرى لتحديد تنقل حامل الشحنة قياس تدفق التيار المحدود لشحنة الفضاء (SCLC) و "استخراج الناقل عن طريق زيادة الجهد الخطي (CELIV).
من أجل توصيف التشكل لأغشية أشباه الموصلات، يمكن للمرء تطبيق الفحص المجهري للقوة الذرية (AFM) المسح المجهري الإلكتروني (SEM) وتشتت الزاوية الصغيرة لحدوث الرعي (GISAS).

## شحن النقل
على عكس البلورات العضوية التي تم فحصها في الستينيات والسبعينيات من القرن الماضي، فإن أشباه الموصلات العضوية التي تُستخدم في الوقت الحاضر كوسائط نشطة في الأجهزة الإلكترونية الضوئية عادة ما تكون أكثر أو أقل اضطرابًا. إلى جانب حقيقة أن كتل البناء الإنشائية مرتبطة ببعضها البعض بواسطة قوى فان دير فال الضعيفة نسبيًا، فإن هذا يحول دون نقل الشحنة في نطاقات التكافؤ والتوصيل غير الموضعية. بدلاً من ذلك، يتم توطين ناقلات الشحنة في كيانات جزيئية، مثل أوليغومرات أو أجزاء من سلسلة بوليمر مترافقة وتتحرك عن طريق التنقل غير المتماسك بين المواقع المجاورة ذات الطاقات المتغيرة إحصائيًا. غالبًا ما تتميز طاقات الموقع بتوزيع غاوسي. كما يمكن أن تختلف مسافات القفز إحصائيًا (اضطراب الوضعية). نتيجة التوسيع النشط لتوزيع كثافة الحالات (DOS) هو أن حركة الشحن تعتمد على درجة الحرارة والحقل على حد سواء، ويمكن أن تكون حركة حامل الشحنة أقل بعدة مرات من النظام البلوري المكافئ. يتضاءل تأثير الاضطراب على حركة حامل الشحنة في ترانزستورات تأثير المجال العضوي لأن تدفق التيار محصور في طبقة رقيقة. لذلك، فإن الحالات الخلفية لتوزيع DOS مملوءة بالفعل بحيث تتضاءل طاقة التنشيط لقفزات حامل الشحنة. لهذا السبب، يكون تنقل حامل الشحنة المستنتج من تجارب FET دائمًا أعلى من ذلك الذي تم تحديده من تجارب TOF. 
في أشباه الموصلات العضوية، تقترن ناقلات الشحنة بأوضاع اهتزازية ويشار إليها بالبولارونات. لذلك، تحتوي طاقة التنشيط لحركة التنقل على مصطلح إضافي بسبب استرخاء الموقع الهيكلي عند شحن كيان جزيئي. ومع ذلك، فقد اتضح أن مساهمة الاضطراب في الاعتماد على درجة الحرارة للحركة تهيمن على المساهمة القطبية.